# Хуадэ
Хуадэ́ (кит. упр. 化德, пиньинь Huàdé) — уезд городского округа Уланчаб автономного района Внутренняя Монголия (КНР).

## История
Уезд Хуадэ был создан прояпонскими властями марионеточного Мэнцзяна в 1930-х годах. После второй мировой войны гоминьдановские власти переименовали его в уезд Синьминь (新民县). После образования КНР в 1949 году уезду было возвращено название Хуадэ.
В 1960 году уезд Хуадэ был объединён с хошуном  Шанду-Сянхуанци (商都镶黄旗) в хошун Сянхуан-Ци (镶黄旗). В 1963 году уезд Хуадэ был восстановлен и передан в состав аймака Шилин-Гол. В 1970 году уезд Хуадэ был передан в состав аймака Уланчаб.

## Административное деление
Уезд Хуадэ делится на 3 посёлка и 3 волости.